# Jeff Goldblum

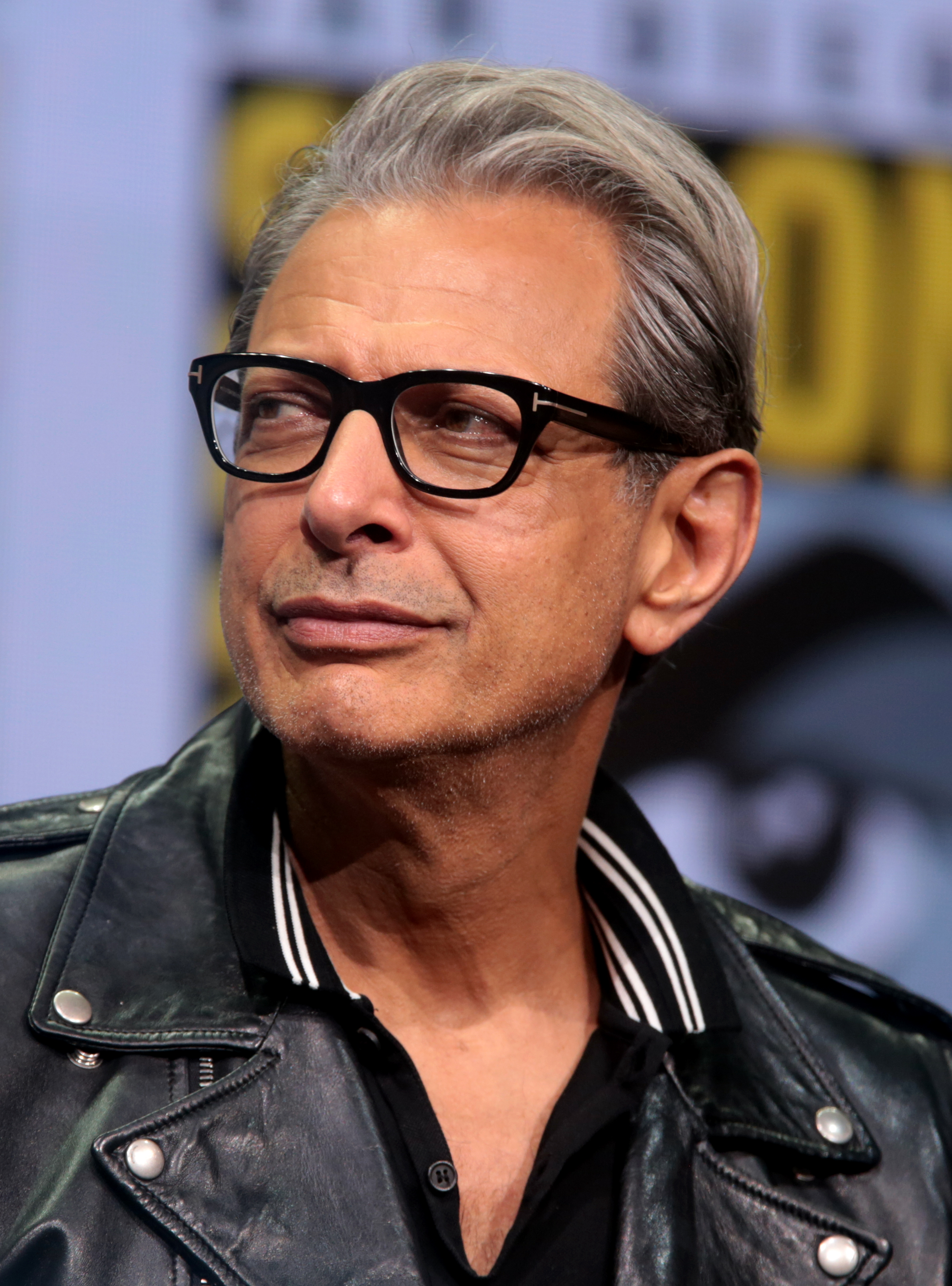
Jeff Goldblum bei der Comic-Con in San Diego 2017

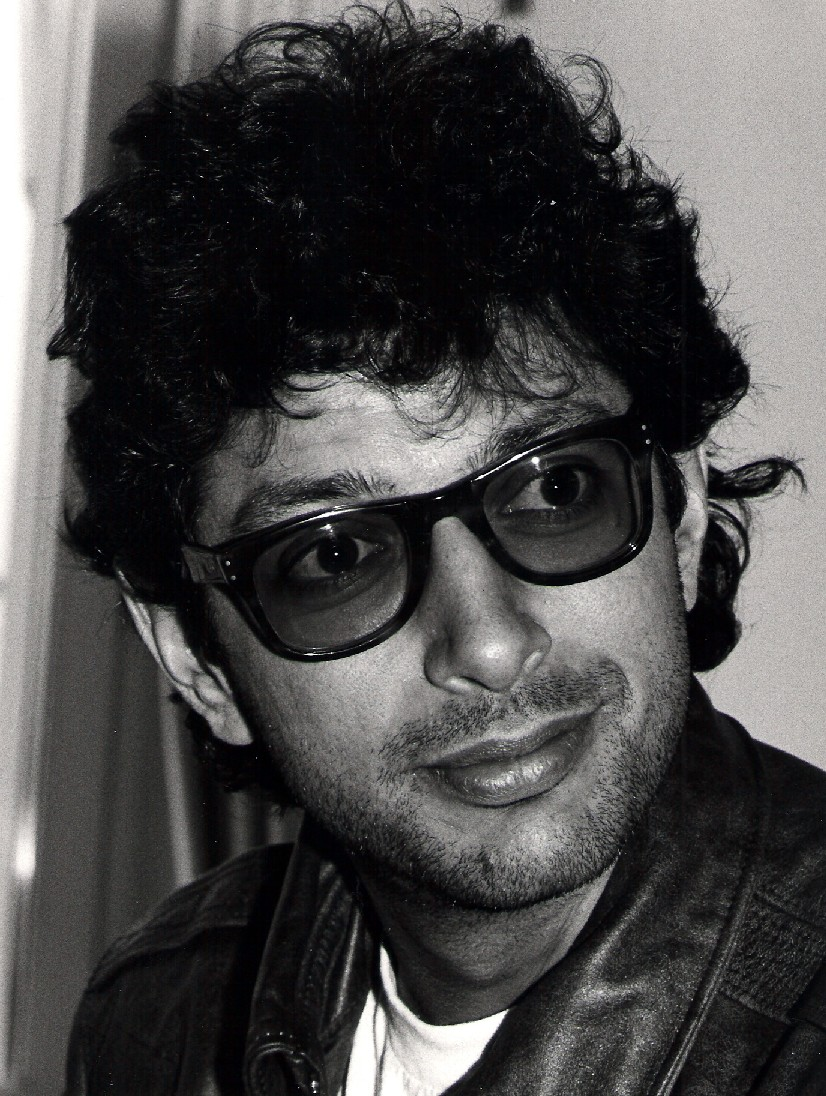
Goldblum (1985)

Jeffrey Lynn Goldblum (* 22. Oktober 1952 in West Homestead bei Pittsburgh, Allegheny County, Pennsylvania) ist ein US-amerikanischer Schauspieler und Musiker.

## Leben und Karriere
Jeff Goldblum ist der dritte Sohn eines Arztes und einer Radiomoderatorin, beide jüdischen Glaubens. In seiner Kindheit besuchte er zusammen mit seiner Schwester häufig das Leona Theater, ein altmodisches Kino in Pittsburgh, das mittlerweile abgerissen wurde, und schaute sich dort etliche Filme an, zum Beispiel von Roger Corman und Vincent Price. Im Alter von 17 Jahren ging Goldblum nach New York, um Schauspieler zu werden. Ab Anfang der 1970er wurde er an der Neighborhood Playhouse School of the Theatre von Sanford Meisner ausgebildet. Sein Broadway-Debüt gab er 1971 im Musical Two Gentlemen of Verona.
Zunächst heiratete er Patricia Gaul (1980 bis 1986), später die US-amerikanische Schauspielerin Geena Davis (November 1987 bis Oktober 1990). Beide Ehen blieben kinderlos. Mit Davis spielte Goldblum in mehreren Filmen, unter anderem in der Komödie Zebo, der Dritte aus der Sternenmitte und dem Science-Fiction-Horrorfilm Die Fliege. Im November 2014 heiratete er die 30 Jahre jüngere Emilie Livingston; mit ihr hat er zwei Söhne (* 4. Juli 2015 und * 7. April 2017).
Seinen ersten Filmauftritt hatte Goldblum 1974 in Ein Mann sieht rot mit Charles Bronson. In dem Selbstjustiz-Thriller spielt Goldblum in einer kleinen Nebenrolle einen brutalen Räuber und Vergewaltiger. Es folgten kleinere Rollen in Woody Allens Der Stadtneurotiker und in der Neuverfilmung von Die Körperfresser kommen, Der Stoff, aus dem die Helden sind und den Robert-Altman-Filmen California Split und Nashville. 1979/80 spielte er neben Ben Vereen die Hauptrolle in der kurzlebigen Krimiserie Die Schnüffler. In der Komödie Kopfüber in die Nacht von John Landis zeigte er 1985 sein Können als Komödiant. Er spielte an der Seite von Michelle Pfeiffer den an Schlafstörungen leidenden Normalbürger, der durch Zufall in haarsträubende Situationen gerät, mit den für ihn typischen minimalistischen Stilmitteln.

„Mit seinen 1,94 Metern und seinen baumelnden Armen gelingt ihm das paradoxe Kunststück, eine eigentümlich ungelenke Eleganz zu verströmen. Goldblum ist ein Schauspieler, der immer einen gewissen Abstand zu seiner Figur hält und sich selbst verwundert beim Arbeiten zu beobachten scheint.“

1986 gelang ihm mit seiner Hauptrolle in Die Fliege der Durchbruch. In den 1990er Jahren wirkte Goldblum unter anderem in den Kassenschlagern Jurassic Park, Independence Day, Vergessene Welt: Jurassic Park sowie Robert Altmans Komödie The Player mit. 1996 erhielt er für sein Regiedebüt Little Surprises eine Oscar-Nominierung in der Kategorie „Bester Kurzfilm“. 2006 drehte er für NBC acht Folgen der Fernsehserie Raines, in der Goldblum die Titelfigur eines exzentrischen Polizisten verkörperte. Ursprünglich auf 13 Folgen angelegt, wurde die Produktion auf halber Strecke von NBC gestoppt. Die Show erreichte bei ihrer Ausstrahlung 2007 jedoch passable Einschaltquoten.
2008 „brillierte“ Jeff Goldblum mit Kevin Spacey auf der Bühne des Londoner Old Vic Theatres in David Mamets Hollywood-Satire Speed-the-Plow als Studioboss. Mit diesem Theaterstück trat er zusammen mit Kevin Spacey auch bei den Ruhrfestspielen Mitte Mai 2008 in Recklinghausen auf. Mit diesem Stück und in dieser Besetzung vor stets ausverkauftem Haus wurden die Festspiele 2008 zum größten Erfolg ihrer Geschichte. Goldblum spielte 2009–2010 (Staffel 8/9) eine Hauptrolle in der Kriminalserie Criminal Intent als Ersatz für Chris Noth, der in der siebten Staffel ausstieg.
Nebenbei ist Goldblum auch als Schauspiellehrer tätig. Gemeinsam mit Robert Carnegie gründete er 1982 die Playhouse-West-Schule, an der er bis heute unterrichtet. Im deutschsprachigen Raum wurde er bis 2015 von Arne Elsholtz synchronisiert, der auch Tom Hanks, Kevin Kline, Bill Murray, Eric Idle und James Belushi sprach. Nach Elsholtz’ Tod übernimmt vor allem Martin Umbach die Synchronisation.
Goldblum tritt, einem Ratschlag Woody Allens folgend, auch wöchentlich als Jazzpianist auf, so mit seinem The Mildred Snitzer Orchestra beim Playboy Jazz Festival 1999. Einem ersten Album der Band, das im November 2018 unter dem Titel The Capitol Studios Sessions bei Capitol Records erschien und auf Platz eins der US-Jazzcharts landete, folgte ein Jahr später I Shouldn’t Be Telling You This sowie im Jahr 2023 Plays Well with Others und 2025 Still Blooming.
Im Juni 2018 bekam Goldblum den 2638. Stern auf dem Hollywood Walk of Fame.
Von 2019 bis 2022 war er der Protagonist und Erzähler der Disney+-TV-Show The World According to Jeff Goldblum, in der er alltägliche Dinge durchleuchtet, erklärt und neue Sichtweisen darauf präsentiert.

## Filmografie (Auswahl)
- 1974: Ein Mann sieht rot (Death Wish)
- 1974: California Split
- 1975: Nashville
- 1975: Columbo: Mord in der Botschaft (A Case of Immunity, Fernsehreihe, Folge 5x02)
- 1976: Der Tag der Abrechnung (St. Ives)
- 1977: Der Stadtneurotiker (Annie Hall)
- 1977: Zwischen den Zeilen (Between the Lines)
- 1977: Starsky & Hutch (Fernsehserie, Folge 2x24)
- 1977: Hexensabbat (The Sentinel)
- 1978: Gottseidank, es ist Freitag (Thank God It’s Friday)
- 1978: Du wirst noch an mich denken (Remember My Name)
- 1978: Die Körperfresser kommen (Invasion of the Body Snatchers)
- 1979: Die Schnüffler (Tenspeed and Brown Shoe, Fernsehserie, 14 Folgen)
- 1981: Herzchirurg Dr. Vrian (Threshold)
- 1982: Probe für einen Mord (Rehearsal for Murder)
- 1982: Faerie Tale Theatre
- 1982: Der große Frust (The Big Chill)
- 1983: Der Stoff, aus dem die Helden sind (The Right Stuff)
- 1984: Buckaroo Banzai – Die 8. Dimension (The Adventures of Buckaroo Banzai Across the 8th Dimension)
- 1985: Transylvania 6-5000
- 1985: Kopfüber in die Nacht (Into The Night)
- 1985: Silverado
- 1986: Die Fliege (The Fly)
- 1987: Wettlauf zum Ruhm (Life Story)
- 1987: Therapie zwecklos (Beyond Therapy)
- 1988: Vibes – Die übersinnliche Jagd nach der glühenden Pyramide (Vibes)
- 1988: Zebo, der Dritte aus der Sternenmitte (Earth Girls Are Easy)
- 1989: Das lange Elend (The Tall Guy)
- 1990: Twisted Obsession (El Sueño del mono loco)
- 1990: Der teuflische Mr. Frost (Mister Frost)
- 1990: Reingelegt (Framed)
- 1991: Der Gefallen, die Uhr und der sehr große Fisch (The Favour, the Watch and the Very Big Fish)
- 1992: Getrennte Wege (Fathers & Sons)
- 1992: Jenseits der weißen Linie (Deep Cover)
- 1992: The Player
- 1993: Lush Life
- 1993: Jurassic Park
- 1995: Nine Months
- 1995: Powder
- 1995: Hideaway – Das Versteckspiel (Hideaway)
- 1996: Great White Hype – Eine K.O.Mödie (The Great White Hype)
- 1996: Bullet Point (Mad Dog Time)
- 1996: Independence Day
- 1997: Vergessene Welt: Jurassic Park (The Lost World: Jurassic Park)
- 1998: Der Guru (Holy Man)
- 1999: Barenaked in America
- 2000: Chain of Fools
- 2000: Unter falschem Namen (Auggie Rose)
- 2001: Perfume
- 2001: Cats & Dogs – Wie Hund und Katz (Cats & Dogs)
- 2002: Run Ronnie Run!
- 2002: Igby (Igby Goes Down)
- 2003: Spinning Boris
- 2003: Abby Singer
- 2003: War Stories
- 2003: Friends (Fernsehserie, Folge 9x15)
- 2003: Dallas 362
- 2004: Stories of Lost Souls
- 2004: Die Tiefseetaucher (The Life Aquatic with Steve Zissou)
- 2004: Incident at Loch Ness
- 2005: Will & Grace (Fernsehserie, 3 Folgen)
- 2006: Fay Grim
- 2006: Man of the Year
- 2006: Mein erster Mord (Mini’s First Time)
- 2007: Raines (Fernsehserie, 7 Folgen)
- 2008–2010: Criminal Intent – Verbrechen im Visier (Law & Order: Criminal Intent, Fernsehserie, 24 Folgen)
- 2008: Ein Leben für ein Leben – Adam Resurrected (Adam Resurrected)
- 2010: Umständlich verliebt (The Switch)
- 2010: Morning Glory
- 2011: NTSF:SD:SUV:: (Fernsehserie, Folge 1x07)
- 2012: Glee (Fernsehserie, 2 Folgen)
- 2012: Zambezia (Stimme von Ajax)
- 2012: Tim & Eric’s Billion Dollar Movie
- 2013: Le Week-End
- 2014: Grand Budapest Hotel (The Grand Budapest Hotel)
- 2015: Mortdecai – Der Teilzeitgauner (Mortdecai)
- 2016: Independence Day: Wiederkehr (Independence Day: Resurgence)
- 2016: Unbreakable Kimmy Schmidt (Fernsehserie, 1 Folge)
- 2017: Guardians of the Galaxy Vol. 2
- 2017: Thor: Tag der Entscheidung (Thor: Ragnarok)
- 2018: Isle of Dogs – Ataris Reise (Isle of Dogs, Stimme von Duke)
- 2018: Jurassic World: Das gefallene Königreich (Jurassic World: Fallen Kingdom)
- 2018: Hotel Artemis
- 2018: The Mountain
- 2019: Happy! (Fernsehserie, Stimme in 2x10)
- 2019–2022: The World According to Jeff Goldblum (Dokumentarserie, 22 Folgen)
- 2021: Boss Baby – Schluss mit Kindergarten (The Boss Baby: Family Business, Stimme von Dr. Erwin Armstrong)
- 2021, 2023: What If…? (Fernsehserie, 2 Folgen, Stimme)
- 2022: Search Party (Fernsehserie, 6 Folgen, Staffel 5)
- 2022: Jurassic World: Ein neues Zeitalter (Jurassic World Dominion)
- 2022: Thor: Love and Thunder (Geschnittene Szenen)
- 2022: Big Mouth (Fernsehserie, Folge 6x06, Stimme)
- 2023: Asteroid City
- 2023: They Shot the Piano Player
- 2024: Kaos (Fernsehserie, 8 Folgen)
- 2024: Wicked

## Auszeichnungen (Auswahl)
- 1987: Saturn Award, Bester Hauptdarsteller für Die Fliege
- 1990: Preis des Sitges Festival Internacional de Cinema Fantàstic de Catalunya als bester Hauptdarsteller in Der teuflische Mr. Frost[13]
- 1993: Fangoria Chainsaw Awards, Bester Nebendarsteller für Jurassic Park
- 1996: Nominierung für den Oscar, Kategorie „Bester Kurzfilm, Live Action“, für Little Surprises
- 2014: Southeastern Film Critics Association Awards, Bestes Filmensemble für Grand Budapest Hotel
- 2014: Georgia Film Critics Association Awards, Bestes Filmensemble für Grand Budapest Hotel
- 2014: Florida Film Critics Circle Awards, Bestes Filmensemble für Grand Budapest Hotel